# Ametroides namaqua
Ametroides namaqua är en insektsart som först beskrevs av Heinrich Hugo Karny 1910.  Ametroides namaqua ingår i släktet Ametroides och familjen Gryllacrididae. Inga underarter finns listade i Catalogue of Life.